# Et trafikhistorisk Billede
|  | Denne artikel er oprettet af botten Steenthbot ud fra en ekstern database. Den kan derfor have sproglige fejl eller mangler. Denne skabelon kan fjernes efter kontrol af indholdet. |

Et trafikhistorisk Billede er en dansk dokumentarisk optagelse fra 1938.

## Handling
Moderniseringen af Statsbanernes vognpark er nu så vidt fremskredet, at de små to-akslede kupévogne fra nytår 1939 ikke mere bruges på hovedlinjerne. Et sådant tog afgik juleaften fra Københavns Hovedbanegård, men vil i fremtiden ikke blive set dér. Juletrafikken satte rekord: 77.500 rejste fra Hovedbanen til stationer udover Roskilde.